# 若山喜志子
若山 喜志子（わかやま きしこ、1888年5月28日 - 1968年8月19日）は、明治期から昭和期の歌人。若山牧水の妻。旧姓は太田、本名は喜志。妹の潮みどりも歌人。

## 生涯
長野県東筑摩郡吉田村（現・塩尻市）生まれ。成績優秀だったため教師から松本高等女学校への進学を勧められるが、女性であるがゆえに親の許しを得られず、高等小学校から補習科を終えて、島木赤彦が校長を務める広丘尋常高等小学校（現・塩尻市立広丘小学校）に裁縫教師として奉職。しかし赤彦からの影響は特に受けていない。「女子文壇」に投稿するようになったことで今井邦子や生田花世らを知り、横瀬夜雨から高い評価を受ける。信濃毎日新聞歌壇にも投稿した。
1911年（明治44年）、同郷で親族でもある太田水穂を頼って上京し、その紹介で1912年（明治45年）に若山牧水と結婚。牧水が主催する『創作』に作品を発表した。1913年（大正2年）に長男・旅人（後に沼津市若山牧水記念館館長）を出産、その後2女1男をもうける。結核を病みながらも、旅の多い夫の留守を守り、貧苦と孤独の中で歌を詠んだ。
1928年（昭和3年）の牧水の死後、「牧水全集」（全12巻）を完成させ、『創作』を主宰したが、のち義弟（妹・潮みどりの夫）である長谷川銀作に委任した。昭和初期を代表する女流歌人として、『主婦之友』『婦人之友』で長く選歌を担当した。1968年（昭和43年）、東京都立川市で没する。1981年（昭和56年）「若山喜志子全歌集」が刊行された。

## 歌集
- 無花集（大正4年）
- 白梅集（大正6年）
- 筑摩野（昭和5年）
- 埴鈴集（昭和15年）
- 芽ぶき柳（昭和26年）
- 眺望（昭和36年）